# 詞典

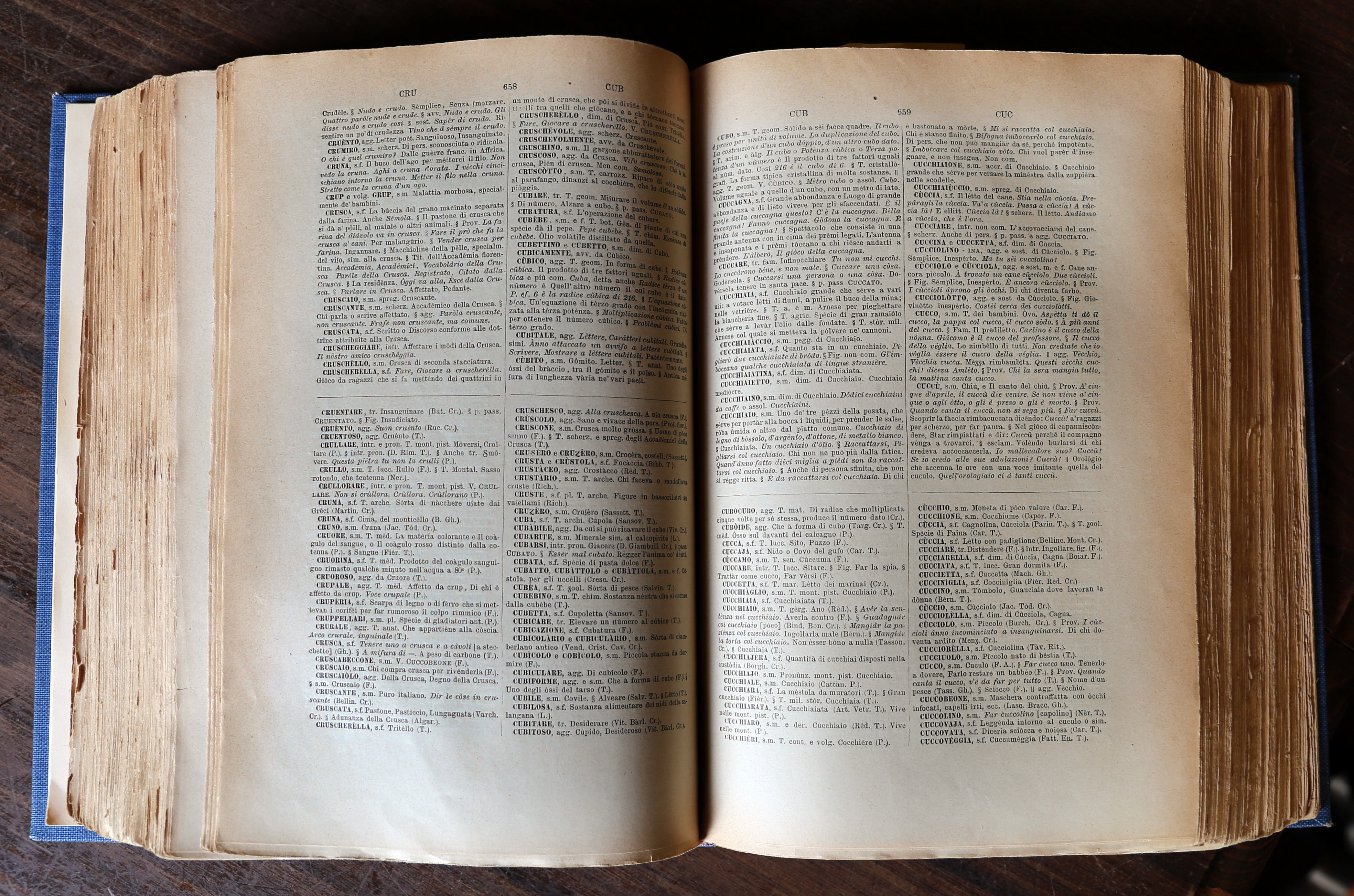
詞典

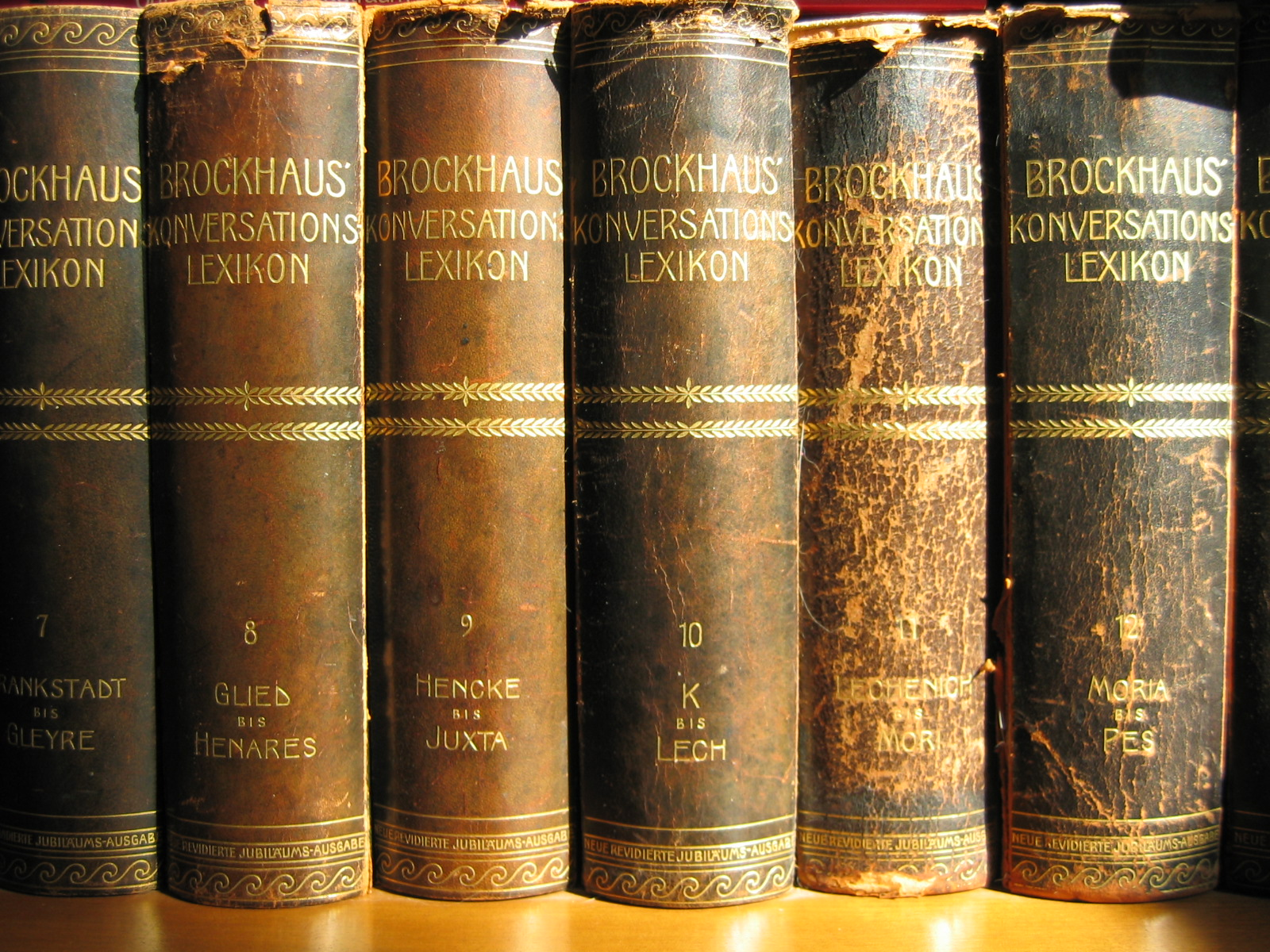
《布魯克豪斯社交詞典》

辭典或稱詞典，是為詞語提供音韻、釋義、例句用法等等的工具書。在東方社會中，詞典以收詞為主，也會收字。為了配合社會發展需求，詞典收詞數量激增並發展出不同對象、不同行業及不同用途的詞典。隨著吸收百科全書的元素，更有百科辭典的出現。

## 歷史

### 東方

#### 中國大陸
前3世纪，第一部中文詞典《尔雅》面世。
1908年，即清朝光緒三十四年《辭源》的編纂工作正式開始，並由方毅、杜亞泉、孫硫珍、張元濟、傅運森等共50人先後參與。終於在1915年由商務印書館正式出版，成為中國第一部辭典。
1915年，中華書局準備編寫大辭典的計畫，並命名為《辭海》。
1926年，來自湖南教育家、出版家舒新城擔任了《辭海》的主編，在1930年成為編輯所所長。
1931年出版《辭源》續編，1939年出版《辭源》合訂本。

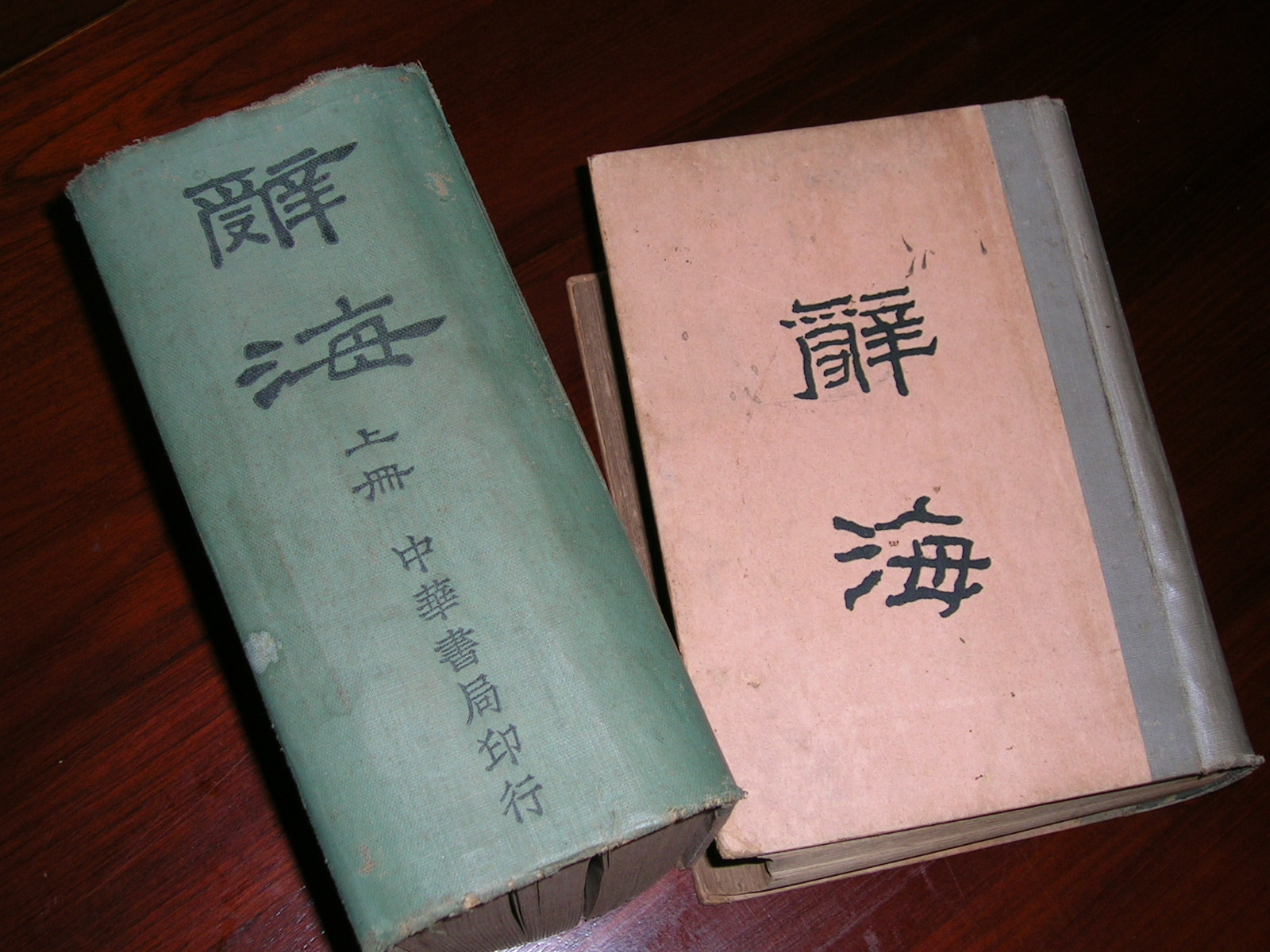
1937年版的《辭海》

1936年，中華書局的《辭海》終於出版，目前由上海辭書出版社負責編纂出版，是中國的第一部大型綜合性的辭典，收有單字14872個， 詞目91706條，共計1342萬字。
1957年，毛澤東親自提出了修訂《辭源》及《辭海》的設想，把《辭源》定位為一部古籍用的工具書而《辭海》成為現代漢語的工具書。
1973年，中國科學院語言研究所的主任呂叔湘所編纂的《現代漢語詞典》由商務印書館出版。呂氏為了提高編纂質素，參考了古今中外辭書編纂的經驗，更親自制定了《編寫細則》。
2002年，《利氏漢法詞典》終於推出，是一部漢語對法語的大型詞典，當中內容包羅萬有，涵蓋例句、字體、字源等等，反映了當時傳教士對東方文化的熱愛。
2003年，隨著各個科學領域高速發展，中華人民共和國出版新的特大綜合性辭典《大辭海》，包括《哲學卷》、《醫藥科學卷》、《法學卷》及《語言學卷》。全部共分38卷、25萬條詞目，是《辭海》篇幅的2.5倍，預計2010年全部出版完畢。
2009年，《現代漢語詞典》（繁體中文版）問世。

#### 台灣
1650年荷蘭駐台傳教士吉爾伯特斯·哈帕特以荷蘭語完成《虎尾壟語詞典》（荷蘭語：Woord-boek der Favorlangsche taal, waarin het Favorlangs voor, het Duits achter gestelt is、英語：Dictionary of the Favorlang language in which Favorlang precedes Dutch），是台灣史上第一本辭典，1840年由英國傳教士麥都思翻譯成英文，1842年神學博士霍威爾將之刊於巴達維亞藝術科學學會會報第18卷。1896年甘為霖據英譯本出版。

#### 日本

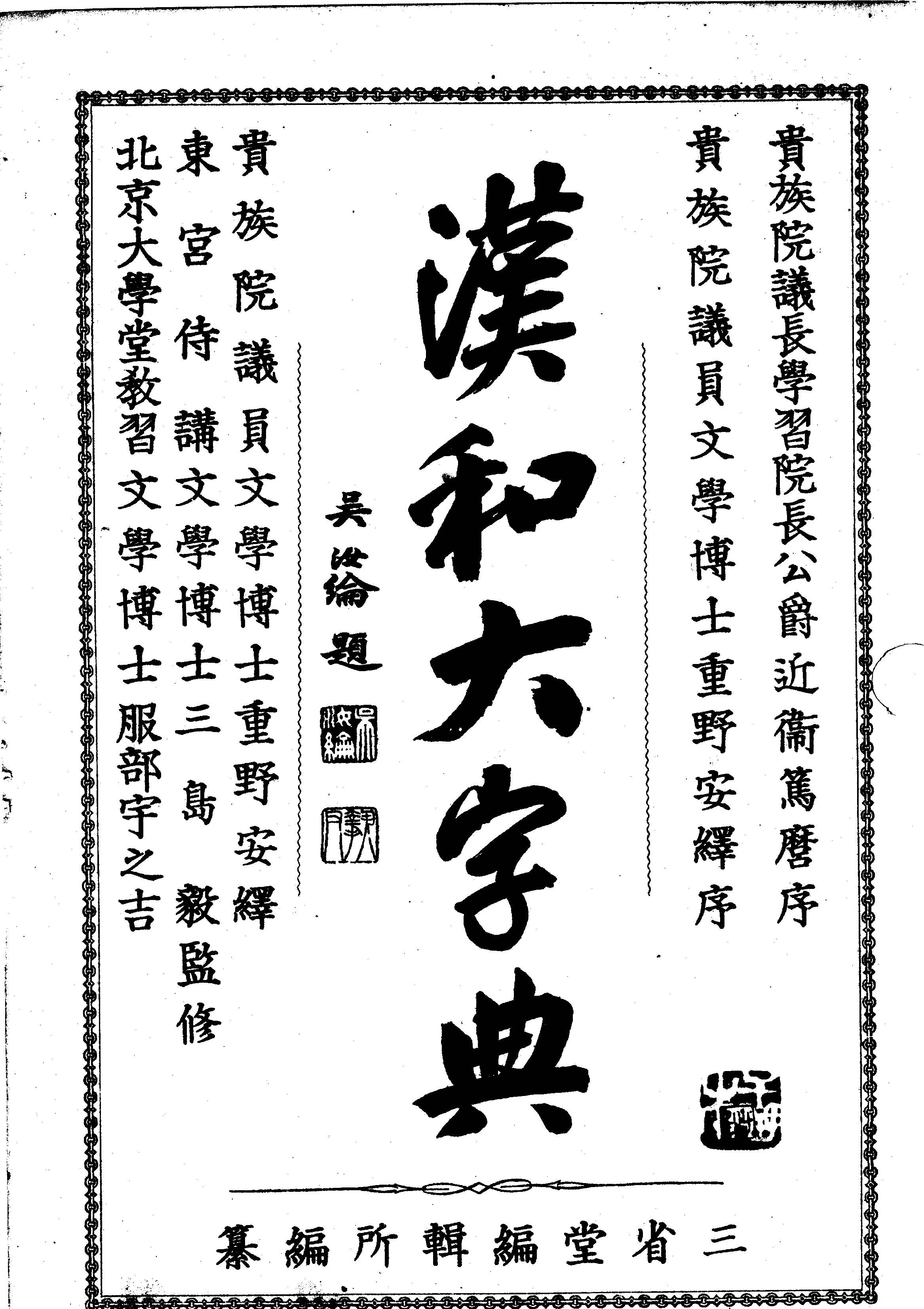
日本最早的漢和辭典

在日本平安時代（794年─1192年）中期，曾經編纂《漢和辭典》。在安土桃山時代，西方的耶穌會傳教士為了學習或研究日語，與日本人合作多年，終於編纂了《日葡辭書》。其主編是葡萄牙神父João Rodrigues，曾著作《日本語文典》及《日本語小文典》，是葡萄牙人中最能掌握日語的一個。
- 1862年，日本人堀達之助出版《英和對譯袖珍辭書》。
- 1867年，美國人詹姆斯·柯蒂斯·赫本（James Curtis Hepburn）在日本出版《和英語林集成》。
- 1891年，日本國語學者大槻文彦自費出版了《言海（日语：言海）》，為近代日本的第一本詞典，由大槻文彦一人耗費11年光陰獨力完成，其原稿被列為日本文化財產。[1]
- 1903年，三省堂出版了日本最早的漢和辭典——《漢和大字典》。
- 1955年，日本岩波書店出版《廣辭苑》。
- 1943年，日本的鈴木一平及諸橋轍次出版《大漢和辭典》的第一卷。同年5月，三省堂出版《明解國語辭典》。1955年，全部13卷的《大漢和辭典》才能全面發行。

### 西方

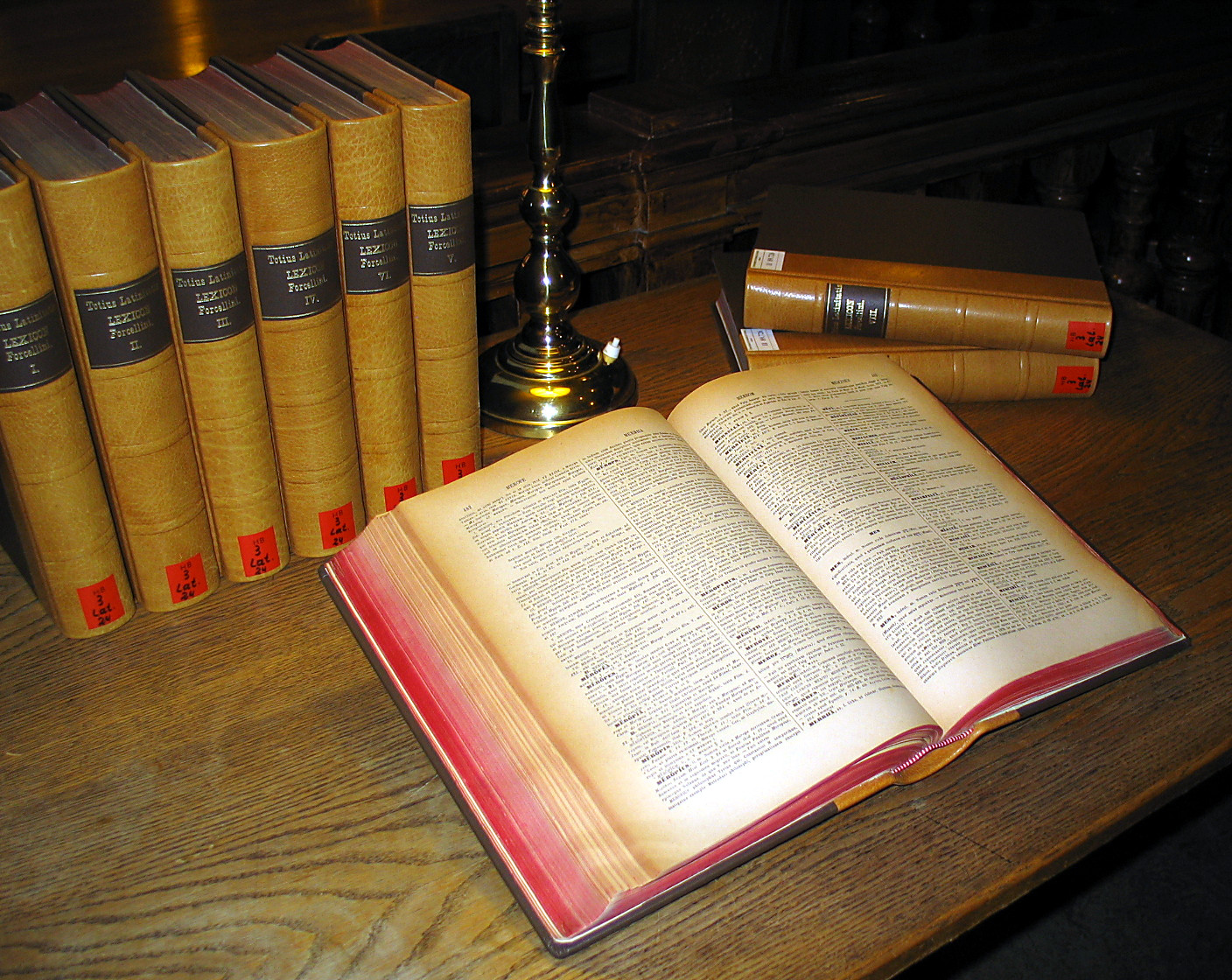
奧地利格拉茨大學內的拉丁語詞典

西方最早出現的詞典在公元前5世紀的古代希臘誕生。當時以詞彙表（Glossaire）的方式出現，主要為詩歌及荷馬文章內艱深的詞語作解釋。在中東地區，公元8世紀由Al-Khalil編寫第一部阿拉伯文詞典。對英語民族來說，最早的詞典卻是雙語詞典。因為古代英語缺乏詞彙，雙語詞典為他們提供拉丁文或法文中相當的英文字。
中古世紀，拉丁文詞典多為解釋《聖經》而設明顯不能滿足生活上的需求。後來歐洲各地為了把拉丁文的《聖經》翻譯成自己語言，因此開始對雙語詞典的需求變得十分殷切。在1612年，義大利佛羅倫薩學士院編出《詞集》，是第一部歐洲民族語詞典。

#### 法國
到了16世紀，法國出版了第一部詞典《法拉詞典》。1605年，法國的全法語詞典是由尚·尼古出版的《詞庫》。它確立了法語的地位。
到了路易十三時，大主教黎塞留創立法蘭西學院，以詞根來排序的《法蘭西學院詞典》的編纂工作亦隨之而開始，直到1694年才完畢。可是已經受到出版於1680年的《關於詞與物的詞典》及出版於1690年的《通用詞典》的挑戰。

#### 英國
英國終於在1755年在倫敦出版第一部全英語的辭典-《英文詞典》。由於擁有大量詞條及豐富的例句，使《英文詞典》影響了其他語言辭典的發展，從此奠定了英文在語言界的地位，使編纂辭典的工作加添對民族自豪的象徵。
1857年，英國語文學會（Philological Society）為補《英文詞典》的不足，決定編纂一套英文語言史的新詞典，稱呼為《按歷史原則編寫的新英文詞典》（A New English Dictionary on Historical Principles）。1879年，語文學會與牛津大學出版社正式簽訂了出版合約同時，莫瑞（James A. H. Murray, 1837-1915）擔任了《牛津英文詞典》的主編。莫瑞花整整36年去處理重達數英噸重的資料，直到他過世為止。其後《牛津英文詞典》經過了共71年的漫長編纂，終於在1928年全面出版。

#### 德國
1838年，德國人格林兄弟（哥哥是雅各．格林（Jacob Carl Grimm, 1785-1863），弟弟是威廉．格林（Wilhelm Grimm, 1786-1859））離開哥廷根大學之後為了建立德國人的身分便開始編寫第一部全德語的《德語大詞典》，共33冊，當中包括67744個詞條、35萬個參考條目及4千個不同的參考文獻。雅各．格林是語言學專家，曾著《德語文法》（Deutsche Grammatik）一書。他也是歷史比較語言學的創立人之一。可惜格林兄弟逝世時仍未完成編纂，德國學者繼承了編纂工作，直到1960年才完畢，歷時長達120年。《德語大詞典》是繼馬丁·路德把聖經從拉丁文翻譯成德語之後創立標準現代德語的第一步，也是德語語源學的重要參考書籍。
1880年，德國人康拉德·杜登出版了《德意志語言正字大詞典》，又名《杜登詞典》。直到2005年，已經發行了23版共12冊，包括了外來詞語、詞源、發音及同意詞等等。第一冊稱謂拼法杜登是德語拼法規範的重要來源。

#### 美國
诺亚·韋伯斯特在1828年出版了《美國英語詞典》（An American Dictionary of the English Language，俗稱《韋氏一版》）。
伍斯特（Joseph Worcester, 1784～1865）曾縮編改良了英國大文豪約翰遜（Samuel Johnson）1755年出版的《英語詞典》，得到社會的高度肯定，隨即又為韋氏工作，在1829年出版了《美國英語詞典》的縮編本。經過這兩本的磨練之後，伍斯特吸取了經驗，於1830年出版了自己的第一本《英語綜合發音與釋義詞典》。
1841年韋氏二版問世而伍斯特於1846年出了一本更大的《英語通用校勘詞典》。
1860年伍斯特出版了《英語詞典》，共1,800頁，是伍斯特的畢生代表作，收詞量達104,000條，在當時是最大的。
诺亚·韋伯斯特過世後，他的女婿古德里奇先是聘任一位德國語言學家曼恩（C. A. F. Mahn）把韋氏詞典裡所有詞源相關的部分做了編整，然後再聘請日後就任耶魯大學校長的波特（Noah Porter）就整部詞典做了全面的修訂、編輯，在1864年推出了韋氏嶄新的一部詞典。這部詞典正式名稱是《韋氏英語詞典》（A Dictionary of the English Language），韋氏詞典有足本之稱。
1890年，先是第一本《韋氏國際詞典》（Webster's International Dictionary）出版，以收詞175,000條為號召。三年後，芬克與瓦格納的《標準詞典》（Standard Dictionary）出版，高舉304,000個詞條，直接挑戰韋氏詞典的「足本」地位。
1909年出版商梅里厄姆-韦伯斯特推出第一版《韋氏新國際詞典》（Webster's New International Dictionary），將詞條數量再拉高到350,000。1913年芬克與瓦格納再出版《新標準詞典》（New Standard Dictionary），把規模擴大為2,800頁、450,000個詞條。
1934年，梅里厄姆·韦伯斯特推出《韋氏新二版國際詞典》，把詞條數目一舉擴張到600,000，而芬克與瓦格納的詞典后来则沒再修訂，故梅里厄姆-韦伯斯特公司出版的词典占据美国的主要市场。

## 編纂理念
規範主義或描述主義從來是編纂詞典的兩個重要派別。描述主義者認為人為規範是很不自然的事情。規範主義者（或「語言純粹主義者」）卻認為要保持語言的質素甚至純潔，不應該任意讓人在實際語言的運用中敗壞了語言本身。
《牛津英語辭典》（Oxford English Dictionary）是描述性的辭典，嘗試描述字詞確實的使用方式。诺亚·韦伯斯特（Noah Webster，1758-1843）特為了確立美國英語的獨立身分，讓美國英語有自己的標準，不需要跟隨英國的標準，而編纂美國第一部辭典。他更正英國傳統英語的缺點，使同一個發音有同一的拼寫方式，並且加入美國當地的語氣及口音，例如英國英語（通常認為比較正統）使用「colour」，而美國英語用「color」。

## 編纂技術
早期辭典的編纂是由各地收集文章及口語記錄來作參考。編纂人把這些每一個詞語的資料一筆一筆地抄寫到資料卡上。因為例句不足，往往需要由編寫辭典的專家創造一些例句。由於早期的交通不便，記錄不全，抄寫緩慢，編纂工作往往長達數十年，尤其是第一本辭典的編纂工作是十分浩大。
在1921年，為了出版《教學字彙本》,需要尋找最普遍的詞語而創立了語料庫.根據詞語出現比率建立詞頻表。為語言學家及辭典編纂人提供客觀的數據。到了1980年，應用當時開始普及的電腦技術，使語料庫發生爆炸性增長。例如：英語庫由當初730萬詞語，到2002年增長到4.5億詞語。
辭典編纂人可以更快更準確監視字彙普及比率的變化，詞義的變化及新詞語的創造，大大方便編纂工作。

## 功能
現代的辭典都提供了很多功能，其中兩大功能分別是：
1. 以溝通為主，幫助對文字的理解及翻譯
2. 以知識為主，針對某事物來尋獲知識

## 詞語排序
當詞典所用的是拼音文字，字詞是以拼音字母來排序。當詞典所用的是意音文字，例如漢字時，便有不同的排列方式。
日本的國語辭典大多是以五十音順排列的，而漢和辭典大多根據部首排列。
大部分簡體字詞典的字詞是根據普通話音標來排列的，而繁體中文詞典則有部首、漢語拼音、注音符號等不同的排序方式。漢語詞典一般先立字頭，詞語列在字頭下，有不同的排列方式。

## 標音系統
各地民族都為自己的語言發展一套音標系統。
在英國，正如塞繆爾·詹森的早期英語詞典是使用口音標號。雖然英語及德語沒有正式標準的音標系統，他們卻會使用再拼法（respelling）方式來記錄讀音。到了現代，西方詞典大多使用國際音標。
大陸、香港的中文詞典一般會標註詞語的漢語拼音，香港詞典的單字還會標出粵語拼音，而台灣的辭典大多採用注音符號。
日本的辭典對漢字使用假名標音，其中平假名一般用來標註訓讀，片假名一般用來標註音讀。

## 詞語類別
不同的語言對詞語的分類也不同。以英語辭典為例，會根據名詞及形容詞來分類，也會根據應用範圍或行業來分類，更會根據辭彙來源分類。隨著社會發展，各地的詞典對詞語的分類越來越仔細。

## 類別

### 雙語詞典
雙語詞典有單向及雙向之分。主要是把外語字詞用母語來解釋，或者把母語的字詞用外語來解釋。雙向雙語詞典基本上是兩本單向雙語詞典合拼在一起，更同時使用外語及母語作解釋。

### 專業及學科辭典
專業辭典是針對某一個行業的用詞及術語來編寫的。最突出的例子就是《法律辭典》，因為法律所使用的每個字都有嚴謹的定義。《中藥大辭典》是迄今為止中藥學著作篇幅最大的一部。百科辭典則吸收了百科全書的特點收錄了百科性詞條及書目總彙，更可以分為：人文學科辭典、社會科學學科辭典、人類歷史學科辭典 、基礎科學學科辭典與應用科學的學科辭典。

### 學生詞典
針對學生學習的要求，詞典收詞方面、意思解釋及例句選材方面儘量以容易明白為原則，並且加入插圖幫助解釋。對於拼音文字,句子結構很重要,文法詞典更是不可少。為了不同需要，更有諺語詞典、分類詞詞典、同義詞詞典、反義詞詞典、同韻尾詞典等等。對於中文，更有成語詞典。

## 常見內容
為了提供更多功能，辭典會加入其他內容。例如：地方名稱、常見人名列表、度量衡、其他語言的字母表等等。

## 形式
詞典常常以不同的型態出現。袖珍版本為了方便攜帶。袋裝版本容易放在口袋裡。精簡版本只收錄非常常用的字詞。軟皮版本價錢便宜一點。硬皮版本耐用一點。電子詞典方便查詢。網上詞典方便連接其他系統。更有發聲詞典讓學生容易掌握發音。

## 主要辭典列表

### 加泰羅尼亞語
- 加泰羅尼亞百科辭典 （页面存档备份，存于）（Diccionari de l'Enciclopèdia Catalana）
- 加泰羅尼亞學習辭典（Diccionari de l'Institut d'Estudis Catalans）

### 漢語
漢語词典
- 《辭源》
- 《辭海》
- 《辭淵》
- 《大辭海》
- 《现代汉语词典》
- 《现代汉语规范词典》
- 《漢語大詞典》
- 《現代漢語方言大詞典》
- 《商務新詞典》
- 《重編國語辭典》
- 《中文大辞典》
- 《（繁體中文） 民間實用成语典》

漢語方言詞典
- 《成都話方言詞典》
- 《廣州話方言詞典》

漢語-少數民族語言詞典
- 《蒙文启蒙诠释》
- 《蒙文指要》
- 《二十一卷本蒙文词典》
- 《蒙汉辞典》
- 《突厥语词典》
- 《维汉词典》
- 《朝汉词典》
- 《突厥語大詞典》
- 《清文启蒙》
- 《五体清文鉴》

歷史
- 《中國歷史大詞典》
- 《台灣歷史辭典》
- 《美國歷史詞典》
- 《哲學歷史詞典》
- 《新疆歷史詞典》
- 《資治通鑑大辭典》
- 《外國歷史人物詞典》
- 《中國地名語源詞典》
- 《中國古今地名大詞典》
- 《敦煌學大辭典》

其他
- 《中國文學大辭典》
- 《中華藝術家人名大辭典》
- 《中國名勝詩詞大辭典》
- 《商業管理大辭典》

### 荷蘭語
- 《方达勒荷兰语大词典》(Van Dale Groot Woordenboek der Nederlandse Taal)

### 英語
- 《牛津英語詞典》（描述性）
- 《精簡牛津詞典》
- 《新牛津英語詞典》
- 《新牛津美式英語詞典》
- 《牛津高阶英汉双解词典》(Oxford Advanced Learner's English-Chinese Dictionary)
- 《美國傳統英語字典》
- 《约翰逊字典》（A Dictionary of the English Language），1755年出版（規範性）。
- 《韋氏詞典》（規範性）
- 《韋伯斯特新三版國際辭典》（描述性）
- 《世紀詞典》
- 《馬橋詞典》（澳洲英語辭典）
- 《分庭字典》
- 《柯林斯英语词典》（描述性）
- 《朗文当代英语辞典》（Longman Dictionary of Contemporary English）
- The One Page Dictionary of Difficult Words

### 法語
- 《法國學院辭典（英语：Le dictionnaire de l'Académie française）》（規範性）
- 《法語字母及分析辭典（英语：Dictionnaire alphabétique et analogique de la langue française）》（"Le Robert"，描述性）
- 《Petit Robert》（節略）
- 《法語辭典（英语：Dictionnaire de la langue française (Littré)）》

### 德語
- 《德意志語言正字大詞典》
- 《Deutsches Wörterbuch》
- 《Der Große Muret Sanders》
- 《PONS Großwörterbuch Englisch》

### 丹麥語
- 《丹麥語大詞典》（1918—1956年），哥本哈根出版，28卷。

### 日語
- 《大漢和辭典》，大型漢日詞典，全15冊，大修館書店出版。
- 《新明解國語辭典》，中型全日語詞典，三省堂出版。
- 《大辭林》，中型全日語詞典，三省堂出版。
- 《廣辭苑》，中型全日語詞典中最著名的一本詞典，岩波書店出版。
- 《日本國語大辭典》，大型全日語詞典，共14冊，小學館出版。

### 挪威語
- 《挪威辭典（英语：Norsk Ordbok）》

### 巴西葡萄牙語
- Dicionário Aurélio
- Dicionário Houaiss
- Michaelis

### 西班牙語
- 《西班牙皇家學院辭典》
- 《西班牙標準語詞典》，1726—1739年西班牙學士院編出，6卷本。
- 《西班牙語歷史詞典》，1933—1936年出版。

### 瑞典語
- 《瑞典學院辭典》
- 《瑞典語詞典》（1892年—），瑞典科學院出版。

### 網上辭典

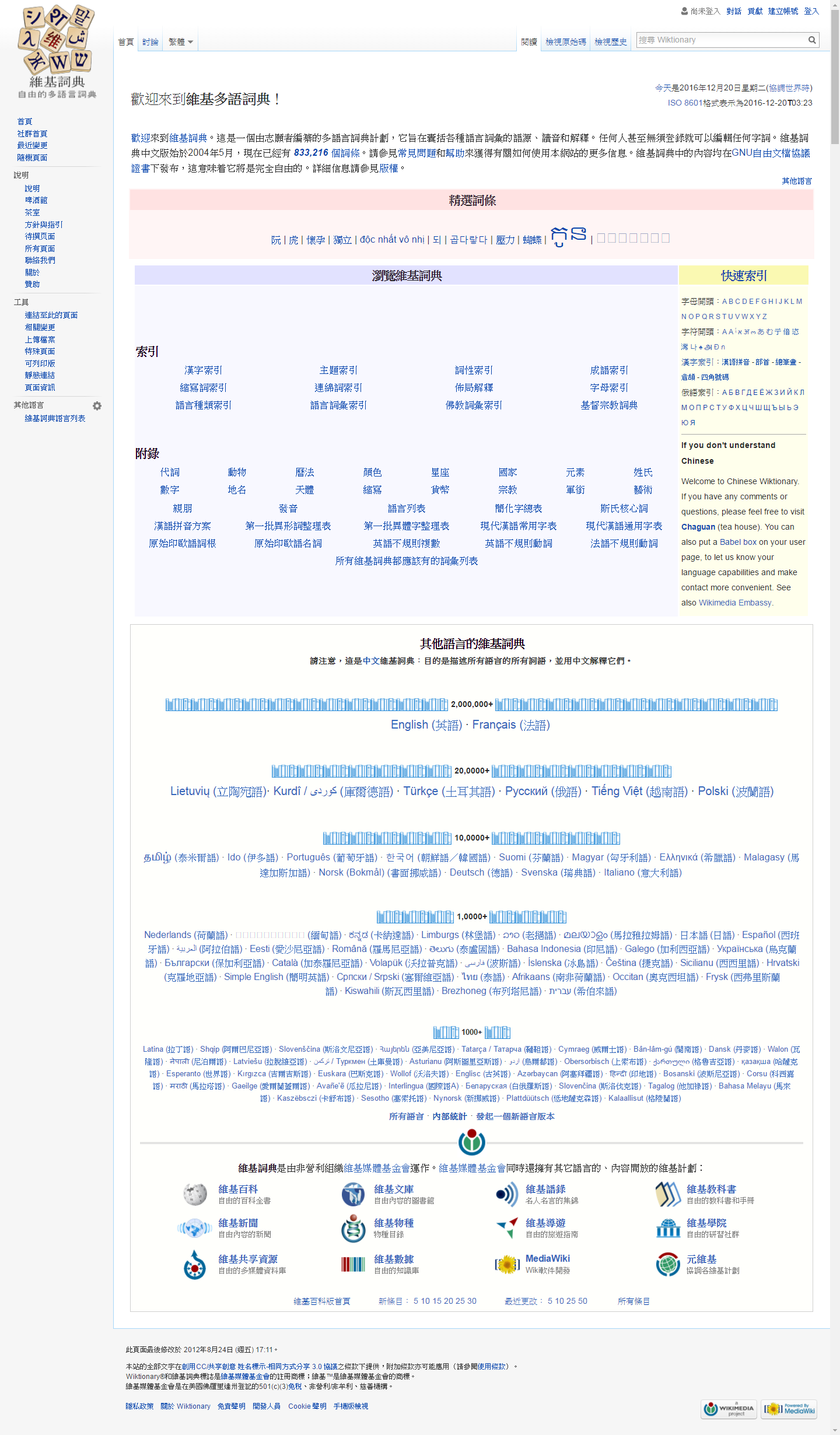
中文維基詞典首頁的屏幕截圖

- （简体中文）有道词典 （页面存档备份，存于） 有道英汉词典
- （简体中文）bab.la （页面存档备份，存于） a Wikipedia-style language portal
- 維基詞典
- （英文）Merriam-Webster Online （页面存档备份，存于）（梅里厄姆·韦伯斯特在线）
- （英文）Cambridge Dictionaries Online （页面存档备份，存于）（劍橋辭典）
- （英文）Longman Dictionary of Contemporary English Online （页面存档备份，存于）（朗文當代英語辭典）
- （英文）dictionary.com 複合辭典 （页面存档备份，存于）
- （简体中文）金山词霸搜索（中英互译） （页面存档备份，存于）
- （简体中文）海词在线（中英互译） （页面存档备份，存于）
- （简体中文）汉典 （页面存档备份，存于）
- （繁體中文）重編國語辭典修訂本
- （繁體中文）國語辭典簡編本 （页面存档备份，存于）（中文辭典，附圖檔，聲音檔）
- （繁體中文）國語小字典 （页面存档备份，存于）
- （繁體中文）異體字字典（正式五版） （页面存档备份，存于）（民國九十三年一月版 ）（收字超過十萬字）
- （繁體中文）教育部成語典
- （繁體中文）DICT.TW 線上字典 （页面存档备份，存于）
- （日語）Weblio辞書 （页面存档备份，存于）
- （日語）北辞郎 （页面存档备份，存于）（中日，日中辞典）

### 辭典軟體
- 靈格斯詞霸
- 金山词霸
- Babylon
- 星際譯王
- GoldenDict

## 著名辞书出版商
- 劍橋大學出版社
- 牛津大学出版社
- Chambers Harrap
- 阿林斯
- Funk and Wagnalls
- 梅里厄姆-韦伯斯特
- 牛津大學出版社
- PWN
- 商務印書館
- 上海辞书出版社
- 中華書局

## 著名辭典編纂人物
- 尚·尼古
- 莫瑞
- 馬禮遜
- 羅存德
- 格林兄弟
- 韋伯斯特
- 塞繆爾·詹森
- 詹士·河濱
- 利瑪竇
- 衛三畏
- 麥都思
- 杜登
- 許慎
- 方毅、杜亞泉、孫硫珍、張元濟、傅運森
- 王雲五
- 舒新城
- 呂叔湘
- 堀達之助
- 鈴木一平、諸橋轍次

## 外部連結
- 《辞源》修订史略
- 新明解國語辭典 （页面存档备份，存于）
- 法語大詞典
- 格林兄弟 （页面存档备份，存于）
- 韋氏大辭典 （页面存档备份，存于）
- 利瑪竇中西文化歷史研究所 （页面存档备份，存于）
- 德語大詞典
- 漢字文化圈的脫漢運動 （页面存档备份，存于）
- 尚·尼古 （页面存档备份，存于）
- 國立清華大學圖書館
- 詞典列表
- Zhongbaotong - 中保-保中互译词典 （页面存档备份，存于）
- 马来文-中文词典 （页面存档备份，存于）
- 教育部重編國語辭典 （页面存档备份，存于） (國辭）
- 電腦辭典 (英文, 中文, 日文, 三國版, GIF圖像, 一優式)
- 沈国威：〈理念与实践：近代汉外辞典的诞生 （页面存档备份，存于）〉。